# Калінінський військовий округ
Калі́нінський військо́вий о́круг (КалВО) — одиниця військово-адміністративного поділу в СРСР, один з військових округів, що існував у період з 1938 по 1940. Управління округу знаходилося в місті Калінін.

## Історія
Калінінський військовий округ був утворений відповідно до наказу наркома оборони СРСР No.0154 від 28 липня 1938 на території, що включала Калінінську і Ярославську області на базі управлінь і частин, виділених Білоруським особливих і Московським військовими округами, а з 11 жовтня 1939 Калінінської і Смоленської областей.
Управління округу в місті Калініні.
Згідно з наказом НКО від 14 вересня 1939 у складі округу була сформована 7-ма армія; командувач військами округу, начальники штабу та політуправління до 18 листопада 1939 р. одночасно виконували відповідні обов'язки в армії. Армія брала участь в радянсько-фінській війні, діяла на Карельському перешийку.
Розформований 11 липня 1940 року. Управління округу пішло на формування Прибалтійського військового округу. Територія включена до Західного Особливого, Прибалтійського і Московського військових округів.

## Командування
- Командувачі:
  - 1938–1939 — комдив Болдин І. В.
  - 1949–1953 — комбриг Яковлєв В. Ф.